# Hans kinesiske Hustru
Hans kinesiske Hustru (originaltitel Java Head) er en amerikansk stumfilm fra 1923 af George Melford.

## Medvirkende
- Leatrice Joy som Taou Yuen
- Jacqueline Logan som Nettie Vollar
- Frederick Strong som Jeremy Ammidon
- Alan Roscoe som Gerrit Ammidon
- Arthur Stuart Hall som William Ammidon
- Rose Tapley som Rhoda Ammidon
- Violet Axzelle som Laurel Ammidon